# Murder at the Mansion
A Murder at the Mansion, vagyis  „Gyilkosság az udvarházban” volt Grant Morrison ötödik történetíve a Marvel Comics által kiadott New X-Men képregényen belül. A 139–141. részek között zajló cselekmény a Lázadás Xaviernél után zajlik, mikor Scott időleges egyesüléséből kifolyólag az Apokalipszis nevű nagy hatalmú mutánssal egyre távolabb került érzelmileg feleségétől. Kettejük viszonyán az sem javított sokat, hogy Jean volt a Főnix nevű kozmikus erő gazdateste. Summers pszichés terápia keretében látogatni kezdte Emmát, és csakhamar más irányt vettek a találkák.

## A cselekmény
A lázadást követően a Stepfordi Kakukkok, mivel tanárukat, Emmát hibáztatták egyik testvérük szerencsétlen haláláért a négy nővér telepatikus kapcsolatba lépett Jean-nel, hogy elárulják Frost és a férje „viszonyát”. Miután Jean Grey a mentális affér keretében „ágyban” kapta rajta férjét Emma Frosttal a két nő egymásnak esett. 
A Főnix erejével Jean könyörtelenül keresztülszáguldott Frost mentális védelmén és kényszerítette, hogy szembenézzen megtagadott múltjával. Frost még így is tántoríthatatlan volt, és Jean nem kapta meg azt az információt, amit akart: hogy „valóban” szeretők voltak e Scottal. Jean azzal próbálta meg kínozni vetélytársát, hogy megfenyegette, az elhunyt diákjai minden fájdalmát rá fogja zúdítani. Küklopsz végül beavatkozott Emma védelmében és mindent kitálalt a feleségének a Hong-Kongi eseményektől kezdve. 
Jean így ráébredt arra is, hogy Scott nem fizikálisan volt hűtlen hozzá, testileg nem csalta meg, de addigra férje már elhagyta az X-birtokot. Bár mindez sokkolta Emmát mégis ez bírta rá, hogy bevallja a Bestiának, valóban szerelmes Scott Summersbe.
A Bestia órákkal később fedezi fel Emma Frost kristályformába dermedt testének millió darabra tört maradványait. Úgy látszik valaki eltalálta gyémánt-testének egyetlen sebezhető pontját.
Bishop és Sage nyomozni kezd a lezárt kampuszon, sorra veszik a lehetséges elkövetőket az Omega Gang csapatával az élen, akik épp a felkelés utáni büntetésüket töltik. Míg a gyilkosságot vizsgálták Bestia megkísérelte összerakni Emmát, darabról darabra. Bishop megtalálja azt a helyet, ahol Quentin annak idején beszerezte a saját inhaláló készülékét a Kick-hez. Sage megvizsgálja a területet és egy kunyhót fedez fel, aminek a mennyezetéről furcsa, tojás alakú organizmusok lógnak.
Mindeközben Csőr a magára vállalja a gyilkosságot, hogy védje a gyermekével viselős Angel Salvadore-t, aki ellen úgy tűnik egyre több bizonyíték gyűlik. A fiú vallomásában azt is állítja, hogy ő osztotta a Kick-et, de senki nem hisz neki.
Bishop a kunyhóban rábukkan a gyilkos fegyverre. Az udvarházban Jean a Főnix telekinézisét használva összeállítja Emma testének szilánkjait, és Frost képessé válik megnevezni támadóját, aki nem más, mint Esme. A Kakukk már elhagyta nővéreit és az udvarházat, mikor Bishop és Sage elfogja és kérdéseket tesz fel neki. Úgy érzik, van valami zavaró a lány modorában, mintha nem is ugyanaz a személy volna, mint addig. Esme válasz helyett mindkettőt kiüti és elmenekül.

## Fő következmények
- Emma Frost családi háttérére fény derül.
- Világra jön Angel Salvadore és Csőr gyermeke.
- Kiderül, hogy Esme mentális befolyása vezette Angel Salvadore-t, az Emma Frost elleni gyilkossági kísérlet során.